# Стрельбицкий, Иван Афанасьевич
Ива́н Афана́сьевич Стрельби́цкий (укр. Іван Опанасович Стрільбицький; 18 [30] июня 1828, Роменский уезд, Полтавская губерния — 15 [28] июля 1900, Полтавская губерния) — российский геодезист и картограф, генерал от инфантерии (1899).

## Биография
Родился 18 (30) июня 1828 года в селе Голенка Полтавской губернии, Российская империя (ныне Роменского района Сумской области Украины). Происходил из древнего казацко-шляхетского рода Стрельбицких, который известен с времён Галицко-Волынского государства. Его дед Стефан Васильевич был козацким войсковым товарищем в Гетманщине, прадед Василий Никифорович был лохвицким писарем, мать с старшинского козацкого рода — Гамалеи.
По окончании курса в школе землемеров, бывшей при Киевском университете, поступил на службу в Межевой корпус. В 1852 году произведён в чин прапорщика, тогда же ему присвоено звание межевого картографа. Перешёл на службу в Санкт-Петербургский гренадерский короля Фридриха-Вильгельма III полк.
В 1854—1855 годах, в чине прапорщика Иван Стрельбицкий (1828—1900) участвовал в обороне Севастополя в Крымскую войну.
В 1861 году окончил курс в Николаевской Императорской военной академии и был зачислен в Генеральный штаб.
В 1865 году на Стрельбицкого была возложена редакция новой «Специальной карты Европейской России». С тех пор он был постоянным руководителем этого громадного труда, исполняя вместе с тем как в России, так и за границей многие другие поручения.
Научные работы Стрельбицкого обратили на себя общее внимание. Член Русского географического общества с 1869 года. Русское географическое общество удостоило его в 1875 году высшей награды — Константиновской медали. Французское географическое общество тоже присудило ему медаль. Многие другие географические и статистические общества, а также и Международный статистический институт избрали Стрельбицкого в свои члены. Член Русского астрономического общества  с 1891 года.
В 1874 году дал первые точные сведения о площади России как в целом, так по губерниям и уездам. Известное выражение «1/6 часть суши на планете Земля во время царствования всероссийского императора Александра II занимает Российская империя», это его формула.
Умер в 1900 году в родовом имении в селе Голенка.
В 1967 году на могиле ученого был открыт новый памятник, взамен повреждённого в годы войны, а на доме в Голенке, где он жил, установлена мемориальная доска.

## Научные труды

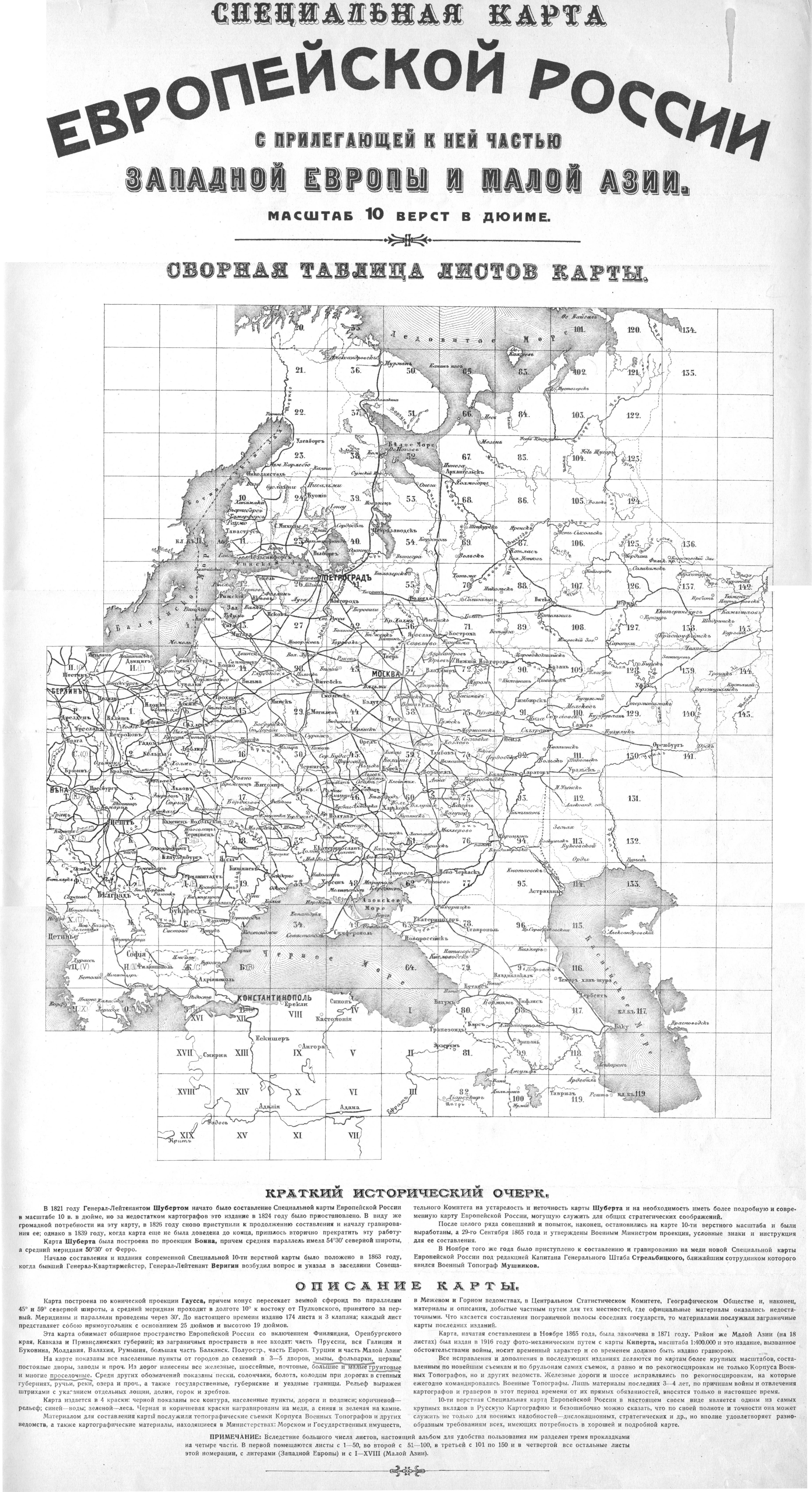
Сборная таблица Специальной карты Европейской России

- «Специальная карта Европейской России» (1865—1871) (изданная военно-топографическим отделом Главного штаба под редакцией Стрельбицкого). Масштаб карты — 10 вёрст в дюйме (в 1 см 4,2 км), состоит из 178 листов и заключает в себе не только европейские владения России, но и большую часть Пруссии и Австро-Венгрии, Балканский полуостров, части Малой Азии и Турции. Основана, более чем на 20 тысячах астрономических и геодезических пунктах.
- «Исчисление поверхности Российской империи в общем её составе в царствование императора Александра II» (1874) — громадный и замечательный по обработке труд, который впервые дал верные сведения о поверхности владений России как в целом их составе, так и по губерниям и уездам, с отдельным вычислением островов и озёр. Был отмечен Константиновской медалью.
- «Владения турок на материке Европы с 1700 по 1879 год» с 15 картами и табл. (1879, с прилож. дипломатических актов; перев. на франц яз.);
- «Земельные приобретения России с 1855 по 1881 год» с 3 картами (издание, составленное к 25-летнему юбилею царствования императора Александра II; в нём приведены указания с цифровыми данными на 22 события означенного периода времени, в которое Россией приобретено земель более, чем в какое-либо из предшествовавших царствований, начиная с Петра Великого);
- «Superficie de l’Europe» (1882; издание это представляет первое однохарактерно выполненное и поверенное по зонам и речным бассейнам исчисление поверхности европейского материка, по государствам и провинциям, с показанием протяжения рек и береговых очертаний; метод вычислений, употребленный при этом С., принят в руководство не только частными, но и правительственными учреждениями иностранных государств);
- «Карта Европейской России, составленная на основании положения об освобождении крестьян от крепостной зависимости 19 февраля 1861 года», изданная с особого разрешения Государственный совета для наглядного разъяснения наибольших и наименьших душевых наделов во всех местностях России;
- «Карта Донецкого каменноугольного кряжа», прекрасно выполненная хромолитографическим способом (на 2 листах, с описанием); составлена на основании точных исследований и съемок, произведенных горными инженерами братьями Носовыми; впервые ознакомила с минеральными богатствами названного кряжа и послужила к развитию добычи каменного угля и сооружению новых жел. дорог;
- «Исчисление поверхности Российской империи в царствование императора Александра III» (1889).

## Награды
Российские ордена
- Орден Святого Станислава 1-й степени (1883)[3]
- Орден Святого Владимира 3-й степени (1877)
- Орден Святой Анны 3-й степени (1866)

Прочие российские награды
- Константиновская медаль Русского географического общества (1874)
- Подарок по чину (1868)
- Пожизненная пенсия по 1200 рублей в год (1872)
- Денежная награда в 1500 рублей (1882)
- Его фамилия выгравирована на юбилейной медали «В память пятидесятилетия Корпуса военных топографов. 1872.

Иностранные
- Австрия — Железный крест 2-й степени (1874)
- Пруссия — Кор. 2 степени (1876)
- Медаль Международного географического конгресса в Париже (1875)
- Действительный член Международного статистического института в Лондоне (1883)